# از آمریکایی‌ها وحشت دارم
«از آمریکایی‌ها وحشت دارم» (انگلیسی: I'm Afraid of Americans) ترانه‌ای از موسیقی‌دان انگلیسی دیوید بویی است که به‌عنوان تک‌آهنگی از آلبوم زمینی در ۱۴ اکتبر ۱۹۹۷ از طریق ویرجین رکوردز منتشر شد. این ترانه به‌دست بویی و برایان اینو نوشته شد و ابتدا در طول جلسات آلبوم سال ۱۹۹۵ بیرونِ بویی ضبط گردید. این نسخه در موسیقی متن دختران شو (۱۹۹۵) به نمایش درآمد. این ترانه سپس در طول جلسات ضبط زمینی بازنویسی و اصلاح شد. این ترانه، اثری اینداستریال و تکنو است که آمریکا را از نگاه یک «جانی» کلیشه‌ای نقد می‌کند.
نسخه مکسی-سینگل شامل شش ریمیکس مختلف بود که عمدتاً توسط ترنت رزنر و اعضای گروه ناین اینچ نیلز ساخته شده بودند. میکس V3 با حضور آیس کیوب بود در حالی که میکس V5 توسط فوتک ساخته شد. رزنر سپس در موزیک ویدئوی این ترانه ظاهر شد. این ویدئو، موضوع ترانه یعنی یک اروپایی ترسیده در یکی از شهرهای آمریکا را به تصویر می کشسد. این آخرین تک‌آهنگ بویی تا سال ۲۰۱۵ بود که وارد جدول بیلبورد هات ۱۰۰ شد و به رتبه ۶۶ رسید. میکس V1 رزنر از آن زمان در چندین آلبوم گردآوری‌شده قرار گرفته است.
«از آمریکایی‌ها وحشت دارم» با واکنش‌های مثبت منتقدان و زندگی‌نامه‌نویسان مواجه شده است. رولینگ استون در سال ۲۰۱۶ آن را یکی از ۳۰ ترانه کلیدی در آثار بویی نامید. برخی از مفسران آمریکایی بعداً در اواخر دهه ۲۰۱۰ به اهمیت متن ترانه اذعان کردند. بویی این ترانه را اغلب در تورهای کنسرتی خود اجرا می‌کرد، و برخی از آن‌ها در آلبوم‌های زنده او منتشر شده‌اند. همچنین رزنر این ترانه را به صورت زنده با ناین اینچ نیلز اجرا کرده است.